# Jean-François Hue
Pour les articles homonymes, voir Hue.
Jean-François Hue (2 décembre 1751 à Saint-Arnoult-en-Yvelines - 24 décembre 1823 à Paris) est un peintre français paysagiste.

## Biographie
Jean-François Hue a été reçu à l’Académie royale, le 30 novembre 1782, grâce à son œuvre Vue prise dans la forêt de Fontainebleau. Ses principales sources d'inspirations pour ses œuvres sont ses grands voyages. Il a pris part aux Salons de 1781, 1783, 1785, 1787, 1789, 1800, 1801, 1802, 1804, 1806, 1808, 1810, 1812, 1814, 1817, 1819 et 1824 (posthume).
Les goûts pour le dessin de Jean-François Hue sont remarqués précocement par Joseph Vernet et il devient l'élève à Paris de Louis-Philippe Crépin, de Gabriel-François Doyen. Puis, il entre dans l'atelier de Joseph Vernet où il confirme ses talents de peintre et dessinateur de paysages ; il  peignit Quatre vues  du château de Mousseaux et de ses jardins.
En 1786, il reçoit du roi Louis XVI la commande de deux tableaux représentant les principales victoires navales de la marine française pendant la guerre d'indépendance des États-Unis, destinée à compléter une série de seize tableaux confiée à Auguste-Louis de Rossel.
En 1791, la Constituante lui confie la tâche de terminer la série Vues des ports de mer de France, représentant les ports de France, commandée à Vernet à partir de 1753, mais qu’il avait abandonnée en 1765, et la loi du 29 septembre 1791, qui accordait un secours annuel pour le soutien des arts de peinture, sculpture et gravure, lui alloua 10 000 livres à ce sujet.
Entre 1792 et 1798, il exécute une série de six tableaux sur le thème des ports de Bretagne. La série a été gravée notamment par F. Godefroy, Doberty, Skelton et Charles Normand. Le portrait de cet artiste a été exécuté à l’eau-forte, et Berruer a exposé son buste en 1787. Il a eu Nicolas Joseph Vergnaux pour élève.

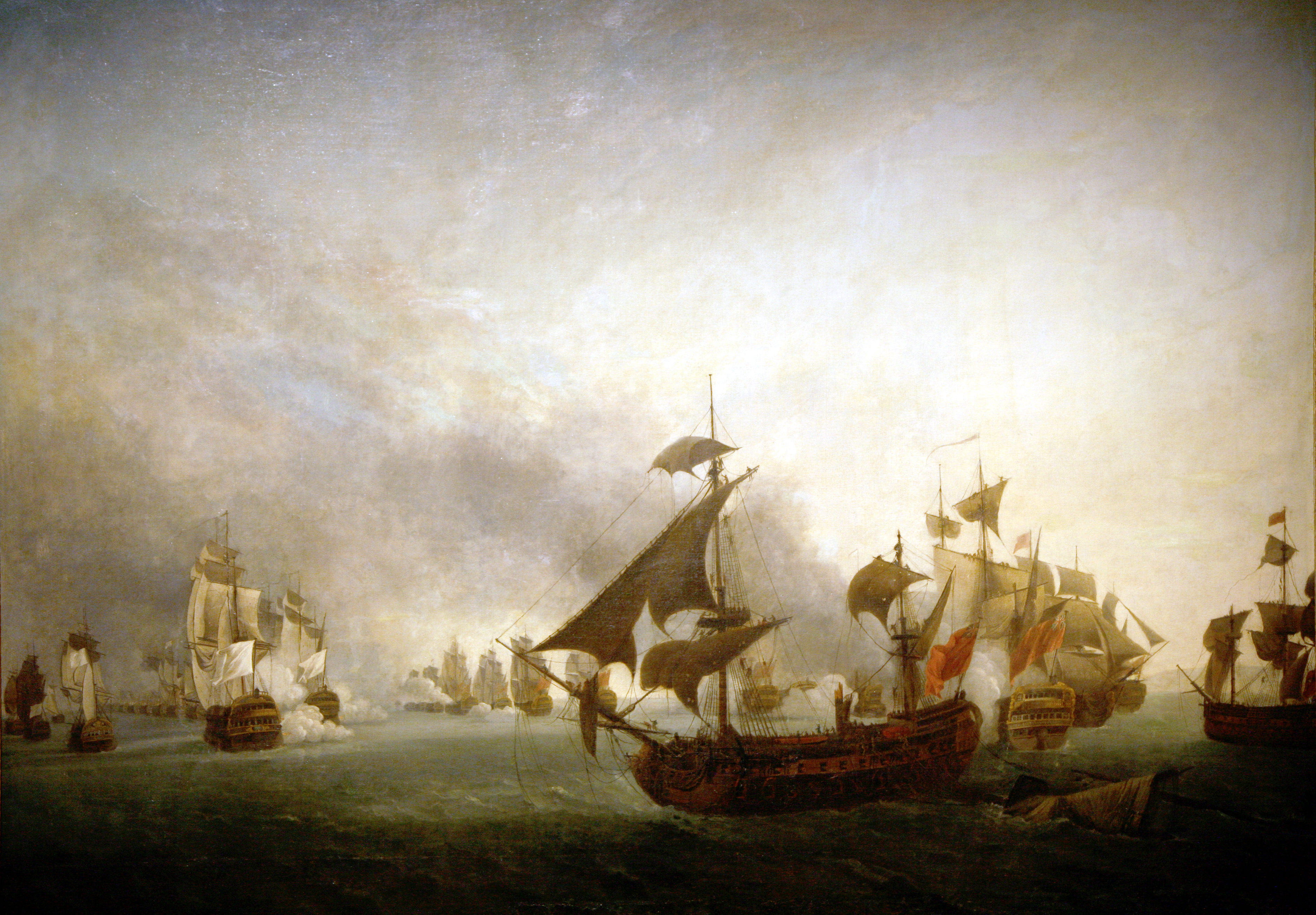
La Bataille de Grenade, Paris, Musée national de la Marine.

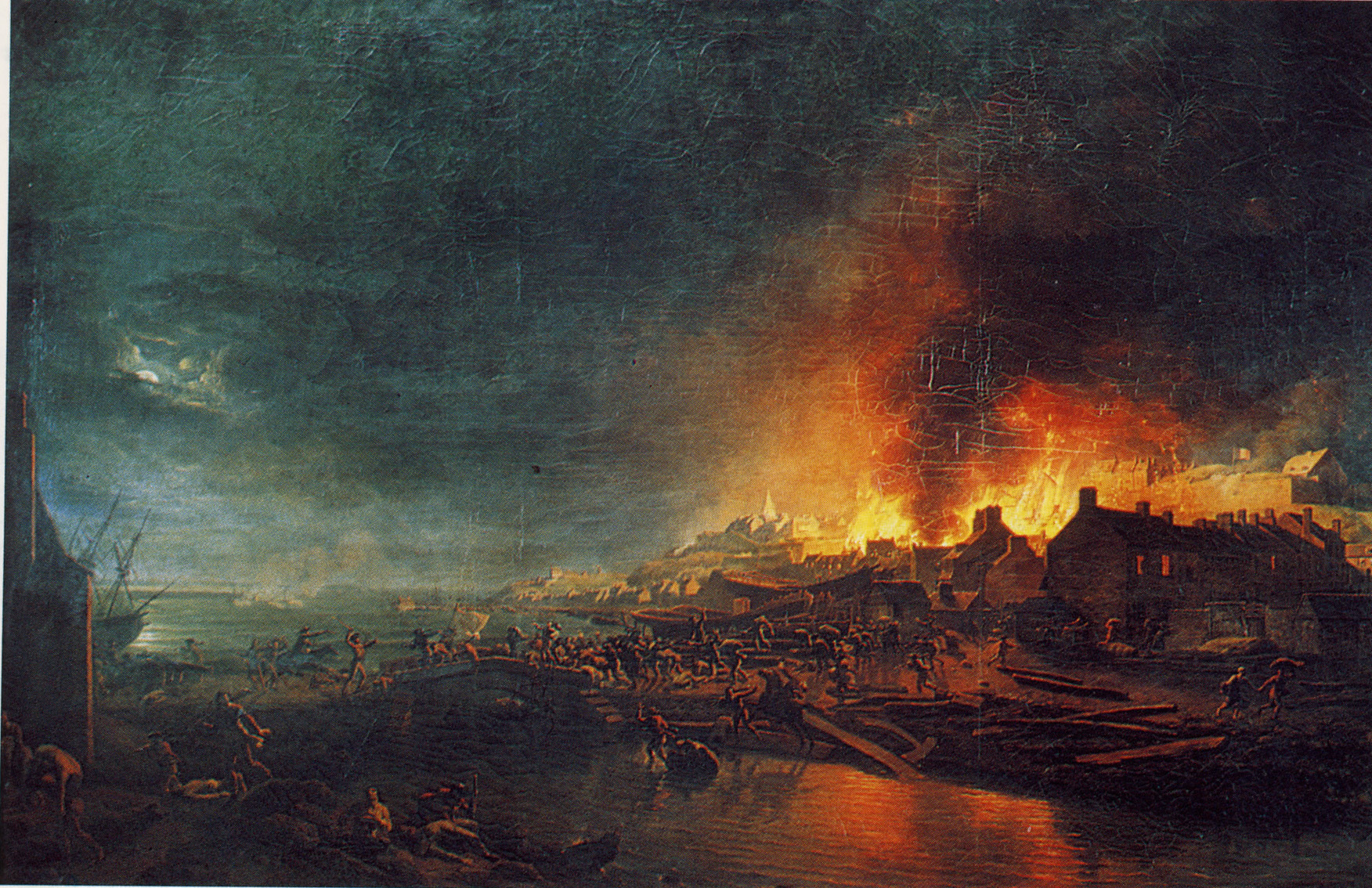
L’Incendie de Granville par les Vendéens, 1800, Historial de la Vendée (Les Lucs sur Boulogne).

## Œuvres
- Entrée de l’Armée française à Gênes (24 juin 1800), 1810, Musée national du Château de Versailles
- Vues des ports de Bretagne

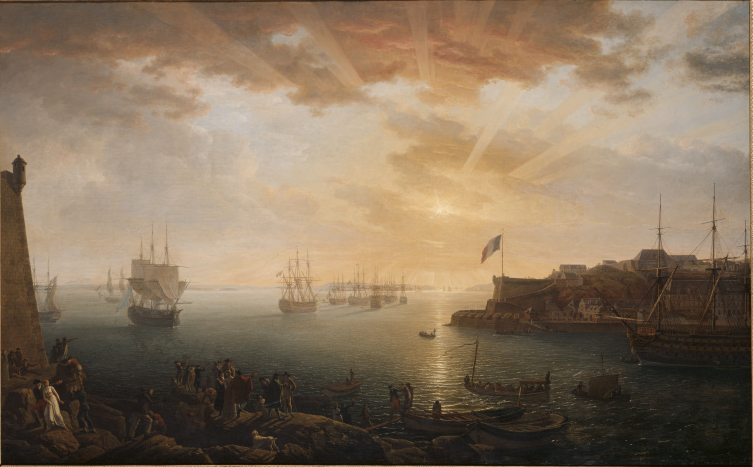
Vue de la rade de Brest, prise au bas de la batterie du château (Paris, Sénat - palais du Luxembourg)
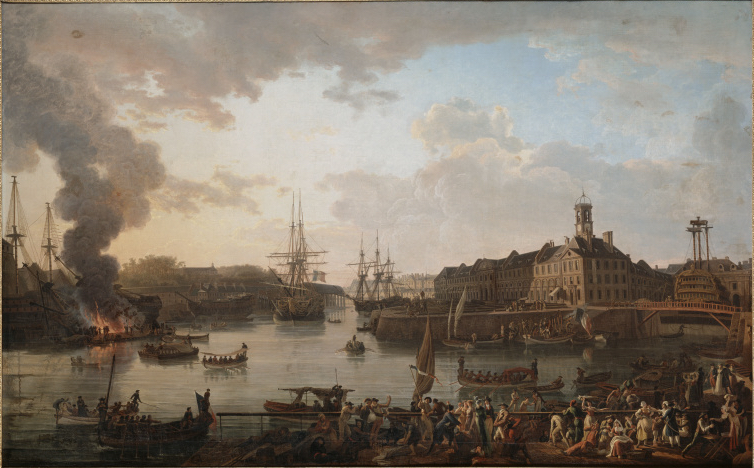
Brest : vue de l'intérieur du port de Brest prise de la cale ouverte (Paris, Sénat - palais du Luxembourg)
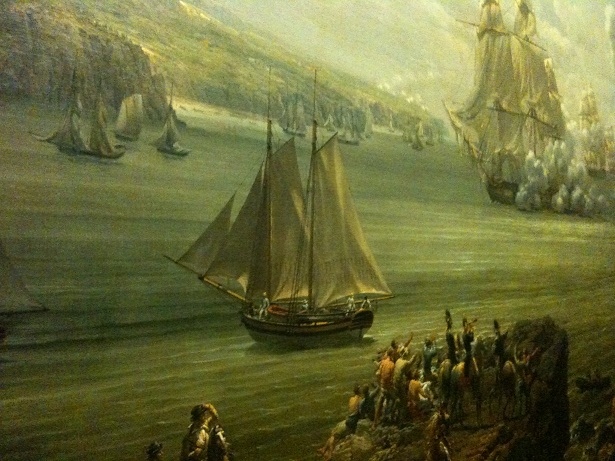
Port de Brest, 1793.
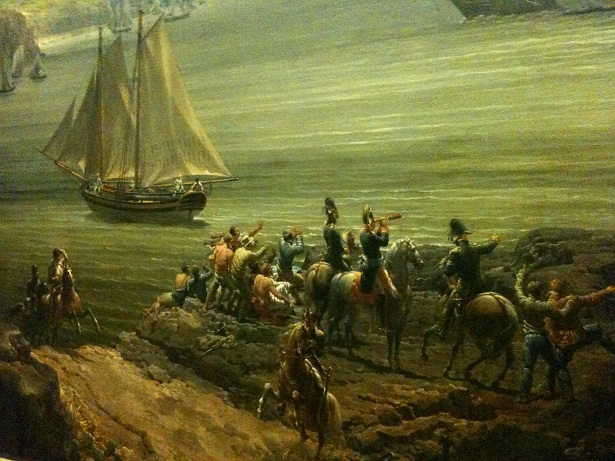
Port de Brest, 1793.